# Grenouer
Grenouer ist eine russische Alternative-Metal-Band aus Sankt Petersburg. Inklusive Wiederveröffentlichungen erschienen die Alben u. a. bei den Musiklabels CD-Maximum, Irond, Locomotive Records, Mausoleum Records, Metalism Records und Sound Age Productions.

## Stil
Zum Studioalbum schrieb ein englischsprachiger Online-Redakteur, dass die Band 55 Minuten lang „modernen und melodischen Alternative Metal“ („modern and melodic Alternative Metal“) spiele.

## Diskografie
- 1996: Border of Misty Times
- 1999: Gravehead
- 2000: The Odour O' Folly
- 2004: Presence With War
- 2006: Try
- 2008: Lifelong Days
- 2013: Blood on the Face
- 2015: Unwanted Today
- 2018: Death of a Bite
- 2019: Ambition 999